# Profumi di nicchia
I profumi di nicchia fanno parte di una delle quattro categorie ufficiali in cui si suddivide la profumeria: normale, di nicchia, vintage (vecchi pezzi da collezione) e naturale. 
Rientrano in questa categoria tutti quei profumi esclusivi ed unici, realizzati con processi artigianali legati alla tradizione. L’unicità di questi profumi è data da una ricerca accurata e da una selezione di materie prime, combinate ad arte da un “naso”, che ne trae fragranze originali destinate soprattutto ad una ristretta nicchia di mercato.

## Storia

### La profumeria di nicchia in Italia
In Italia le prime vere fragranze di nicchia iniziarono a diffondersi nel XIX secolo. Profondamente influenzati dagli aromi mediterranei, i primi profumi furono diffusi tramite i saloni dei barbieri, che realizzavano per i loro clienti essenze con note agrumate e floreali e che conquistarono rapidamente estimatori da ogni parte del mondo. Ad esse si affiancarono poi altre fragranze dal “gusto” orientale, ispirate dall'importazione di spezie, resine, radici ed aromi provenienti da paesi esotici.

## Fiere
Appassionati di tutto il mondo si ritrovano spesso in occasione di fiere ed eventi internazionali:
- Pitti Immagine Fragranze [2]: evento internazionale sulla profumeria artistica, che si svolge annualmente a Firenze;
- Cosmoprof [3]: fiera internazionale bolognese dedicata all'industria della bellezza professionale a 360°;
- Smell - Festival dell’olfatto [4]: festival che si svolge a Bologna dedicato all'arte del profumo e alla cultura dell’olfatto;
- Esxence [5]: Fiera internazionale dedicata alla profumeria di nicchia a Milano.